# Бекбота
Бекбота (каз. Бекбота) — село у складі Келеського району Туркестанської області Казахстану. Адміністративний центр Жамбильського сільського округу.
У радянські часи село називалось Бекбата. До 2017 року село називалося Жамбил.
Населення — 1389 осіб (2021; 995 у 2009, 852 у 1999).